# Кућа Митка Стајића - прототип Митка из „Коштане” Боре Станковића
Кућа Митка Стајића - прототип Митка из Коштане Боре Станковића је грађевина која је саграђена током 19. столећа.
Проглашена је непокретним културним добром Републике Србије. Налази се у Врању, под заштитом је Завода за заштиту споменика културе Ниш. Налази се у приватном власништву.
Објекат је био инспирација српком књижевнику Бори Станковићу за кућу лика Миткета у Коштани.
У централни регистар је уписана 2011, а решење о заштити је донето новембра 1970. под бројем 621/1.